# Java Cryptography Architecture

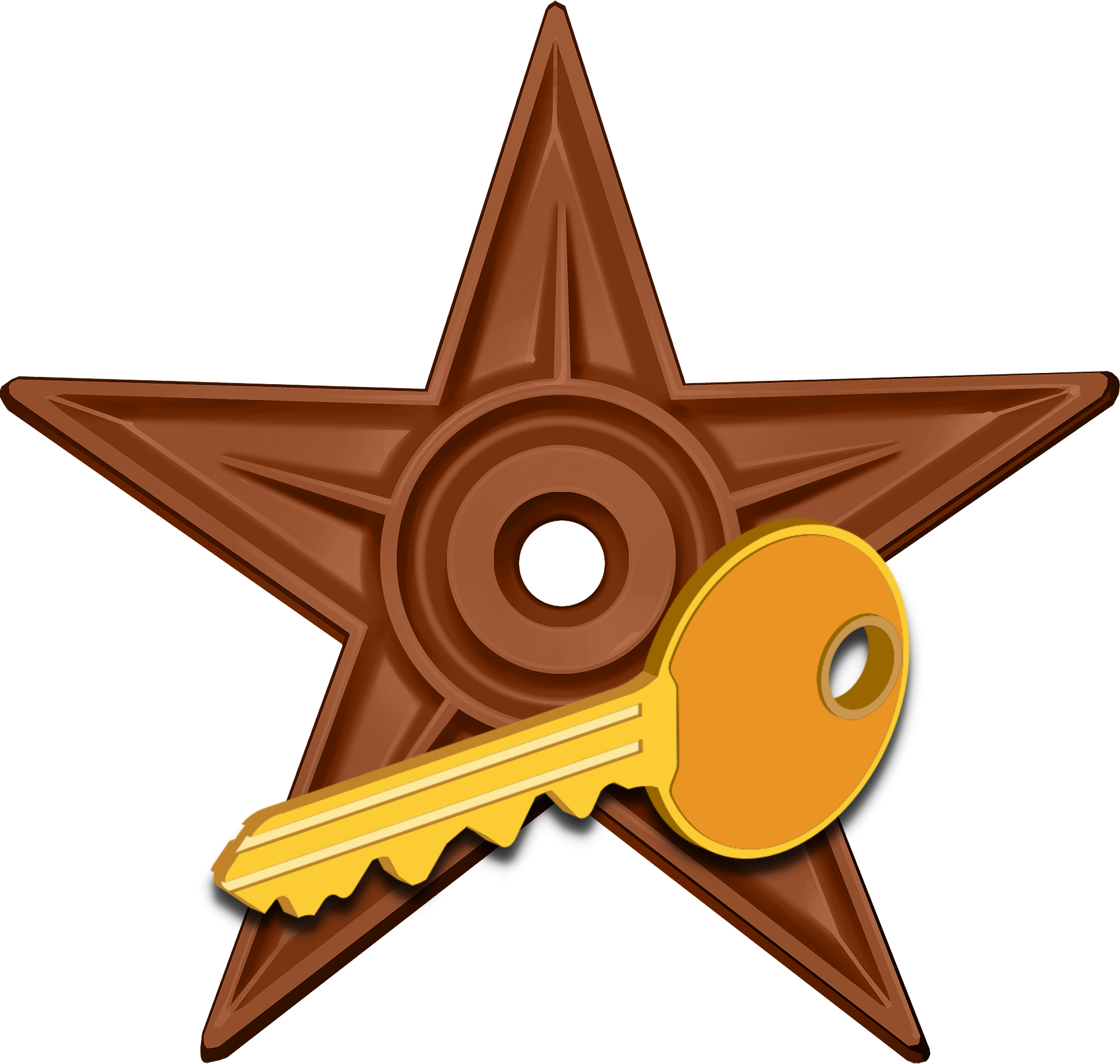
Criptografía Barnstar

El Java Cryptography Architecture (JCA) es un framework para trabajar con criptografía usando el lenguaje de programación Java. Esto forma parte de la API de seguridad Java, y fue introducido por primera vez en JDK 1.1 en el paquete java.security.